# Roko Prša
Roko Prša (Sisak, 16 febbraio 1996) è un calciatore croato, centrocampista dello Sliema Wanderers.

## Carriera

### Club
Muove i suoi primi passi nelle giovanili dell'NK Zagabria, prima di passare alla Dinamo Zagabria nel 2012. Dopo aver trascorso alcune stagioni negli Stati Uniti, nel 2020 torna in Europa firmando con il Fužinar nella seconda divisione slovena, dove resta un mese prima di accordarsi con l'Aluminij il 28 settembre. Il 17 giugno 2022 viene tesserato dall'Ħamrun Spartans, nel campionato maltese. Il 7 luglio esordisce nelle competizioni europee contro l'Alaškert, incontro preliminare valido per l'accesso alla fase a gironi di UEFA Europa Conference League.

### Nazionale
Ha giocato nella nazionale croata Under-16.

## Statistiche

### Presenze e reti nei club
Statistiche aggiornate al 10 agosto 2023.
| Stagione               | Squadra                | Campionato             | Campionato | Campionato | Coppe nazionali | Coppe nazionali | Coppe nazionali | Coppe continentali | Coppe continentali | Coppe continentali | Altre coppe | Altre coppe | Altre coppe | Totale | Totale | Totale |
| Stagione               | Squadra                | Comp                   | Pres       | Reti       | Comp            | Pres            | Reti            | Comp               | Pres               | Reti               | Comp        | Pres        | Reti        | Pres   | Reti   |        |
| ---------------------- | ---------------------- | ---------------------- | ---------- | ---------- | --------------- | --------------- | --------------- | ------------------ | ------------------ | ------------------ | ----------- | ----------- | ----------- | ------ | ------ | ------ |
| 2014-2015              | Segesta                | 2. HNL                 | 24         | 3          | CC              | 2               | 0               | -                  | -                  | -                  | -           | -           | -           | 26     | 3      |        |
| 2015-gen. 2016         | Rudeš                  | 2. HNL                 | 4          | 0          | CC              | 0               | 0               | -                  | -                  | -                  | -           | -           | -           | 4      | 0      |        |
| gen.-giu. 2016         | Segesta                | 2. HNL                 | 13         | 4          | CC              | -               | -               | -                  | -                  | -                  | -           | -           | -           | 13     | 4      |        |
| Totale Segesta         | Totale Segesta         | Totale Segesta         | 37         | 7          |                 | 2               | 0               |                    | -                  | -                  |             | -           | -           | 39     | 7      |        |
| 2016-gen. 2017         | Vinogradar             | 3. HNL                 | 0          | 0          | CC              | 1               | 1               | -                  | -                  | -                  | -           | -           | -           | 1      | 1      |        |
| ago.-set. 2020         | Fužinar                | 2.SNL                  | 8          | 2          | CS              | 1               | 0               | -                  | -                  | -                  | -           | -           | -           | 9      | 2      |        |
| set. 2020-2021         | Aluminij               | 1.SNL                  | 25         | 3          | CS              | 1               | 0               | -                  | -                  | -                  | -           | -           | -           | 26     | 3      |        |
| 2021-2022              | Aluminij               | 1.SNL                  | 26         | 2          | CS              | 1               | 0               | -                  | -                  | -                  | -           | -           | -           | 27     | 2      |        |
| Totale Aluminij        | Totale Aluminij        | Totale Aluminij        | 51         | 5          |                 | 2               | 0               |                    | -                  | -                  |             | -           | -           | 53     | 5      |        |
| 2022-2023              | Ħamrun Spartans        | PL                     | 21         | 2          | CM              | 3               | 0               | UECL               | 8                  | 2                  | -           | -           | -           | 32     | 4      |        |
| 2023-2024              | Ħamrun Spartans        | PL                     | 0          | 0          | CM              | 0               | 0               | UCL+UECL           | 2+3                | 0                  | SM          | 0           | 0           | 5      | 0      |        |
| Totale Ħamrun Spartans | Totale Ħamrun Spartans | Totale Ħamrun Spartans | 21         | 2          |                 | 3               | 0               |                    | 13                 | 2                  |             | 0           | 0           | 37     | 4      |        |
| Totale carriera        | Totale carriera        | Totale carriera        | 121        | 16         |                 | 9               | 1               |                    | 13                 | 2                  |             | 0           | 0           | 143    | 19     |        |

## Palmarès

### Club

#### Competizioni nazionali
- Campionato maltese: 3

Ħamrun Spartans: 2022-2023, 2023-2024, 2024-2025
- Supercoppa di Malta: 2

Ħamrun Spartans: 2023, 2024